# 작은 손
〈작은 손〉(小さな掌 지사나테노히라[*])은 Aqua Timez가 2007년 10월 31일에 발매한 다섯 번째 싱글이다.

## 개요
- 전작 "ALONES" 이후 약 3개월만에 발매되었다. 2007년 10월부터 방송 된 나카마 유키에 주연의 TBS 연속 드라마 《조시데카! -여자 형사-》의 주제가로 기용되었고, Aqua Timez는 이 드라마를 통해 처음으로 연속 드라마 주제가를 담당하게 되었다.

- 키보드 담당 mayuko는 뮤직비디오에서 그랜드 피아노를 연주한다. 뮤직비디오 주인공은 가스가 준야와 오이데 지히로이다.

- 2007년 10월 11일부터 벨소리 다운로드가 개시되었다.

- 캐치프레이즈는 '들으면 들을 수록 울게 된다.'(聴けば聴くほど泣けてくる).

## 수록곡
1. 小さな掌 / 작은 손
2. 小さな掌 (Instrumental Mix)

작사·작곡 : 후토시 / 편곡 : Aqua Timez (전곡)

## 차트
최고 순위 4위 / 등장 횟수 10회 (오리콘 차트)